# Beresteanî, Sambir
Beresteanî (în ucraineană Берестяни) este un sat în comuna Volea-Branețka din raionul Sambir, regiunea Liov, Ucraina.

## Demografie
Componența lingvistică a localității Beresteanî
     Ucraineană (99,86%)
     Alte limbi (0,14%)
Conform recensământului din 2001, majoritatea populației localității Beresteanî era vorbitoare de ucraineană (99,86%), existând în minoritate și vorbitori de alte limbi.